# Mravenčíkovcovití
Mravenčíkovcovití (Formicariidae) jsou čeleď křikavých pěvců pocházející ze Střední a Jižní Ameriky. Původně značně početná čeleď se ukázala býti nepřirozená a v současnosti zahrnuje pouhé dva rody, oba nesoucí české jméno mravenčíkovec:
- Chamaeza Vigors, 1825,
- Formicarius Boddaert, 1783.

V původní podobě, kdy zahrnovala mj. zástupce již osamostatněných čeledí Thamnophilidae a Grallariidae, stejně jako rod Pittasoma, dnes spadající do čeledi Conopophagidae, mohla nést čeleď Formicariidae jméno mravenčíkovití. Toto české pojmenování je však využíváno spíše pro čeleď Thamnophilidae, podstatně početnější ve srovnání s Formicariidae.
Jedná se o lesní hmyzožravé ptáky, vzhledem se podobající malým chřástalům. Většina druhů vykazuje fádní opeření v odstínech (rezavě) hnědé, černé a bílé. Zdržují se na zemi, čemuž napomáhají dlouhé, silné končetiny, propůjčující ptákům vzpřímený postoj, a v podstatě zakrnělý ocas. Hnízda si budují na stromech, snůšku dvou až tří vajec inkubují zástupci obou pohlaví.